# Juan Luis Rodríguez-Vigil
Juan Luis Rodríguez-Vigil Rubio, né le 15 mars 1945 à Valdepeñas, est un homme politique espagnol membre du Parti socialiste ouvrier espagnol (PSOE).
Il est président de la principauté des Asturies entre 1991 et 1993.

## Biographie

### Formation et vie professionnelle
Peu après sa naissance, ses parents déménagent dans les Asturies. Ils s'installent d'abord à Infiesto, puis à Oviedo lorsqu'il atteint l'âge de 13 ans.
Après avoir étudié le droit à  l'université d'Oviedo, il travaille comme juriste à Madrid, en premier lieu au ministère de l'Industrie. Par la suite, il rejoint le ministère des Travaux publics ensuite.
Il s'installe ensuite avocat en droit du travail auprès de l'Union générale du travail.

### Début et ascension politiques
Il adhère au Parti socialiste ouvrier espagnol en 1971 et siège au comité fédéral entre 1976 et 1979.
Trois ans plus tard, en 1982, il est nommé conseiller à la Santé du gouvernement régional pré-autonome des Asturies. Il est reconduit à son poste à la suite des élections régionales du 8 mai 1983 et du 10 juin 1987.

### Président des Asturies
Pour le scrutin du 26 mai 1991, c'est lui qui mène la Fédération socialiste asturienne-PSOE (FSA-PSOE). Ayant totalisé 41 % des voix et une majorité relative de 21 députés sur 45 à la Junte générale, Juan Luis Rodríguez-Vigil est investi président de la principauté des Asturies le 11 juillet suivant.
Il doit cependant remettre sa démission deux ans plus tard, à la suite d'un scandale financier, le « Petromocho ». Dans cette affaire, son gouvernement et lui ont été induits en erreur par un faux représentant d'une compagnie pétrolière qui promettait de construire une raffinerie dans les environs du port de Gijón. Bien qu'il n'ait pas été corrompu dans cette affaire, il quitte le pouvoir en évoquant des raisons de « dignité politique ».

### Fin de carrière
Il est actuellement membre du Conseil consultatif de la Principauté des Asturies.

### Vie privée
Il est marié et père de trois enfants. Par ailleurs, il a publié en 2005 l'ouvrage Los montes comunales y vecinales de Asturias.